# Charles Monck (6e baronnet)
Pour les articles homonymes, voir Charles Monck.
Charles Miles Lambert Monck, 6e baronnet (7 avril 1779 - 20 juillet 1867) est un homme politique britannique.

## Biographie
Il hérite de Belsay Hall à la mort de son père en 1795. Né avec le patronyme Middleton, il adopte le patronyme de son grand-père maternel Laurence Monck de Caenby Hall, Caenby, Lincolnshire décédé en 1798, pour hériter. Il fait ses études à Rugby School et par des professeurs particuliers à Caenby.
Il est haut shérif de Northumberland en 1801 et est député de Northumberland de 1812 à 1820.
Monck est un fervent helléniste et en 1817, avec l'aide de l'architecte John Dobson, il achève la construction d'un impressionnant nouveau manoir de style néo-grec, Belsay Hall, adjacent au château de Belsay dans le Northumberland.
Il se marie deux fois, en 1804 avec Louisa Lucia Cook et en 1831 avec Mary Elizabeth Bennett. Il survit à son fils, Charles Atticus Monck (1805-1856), né à Athènes, et son petit-fils Arthur Monck (7e baronnet) lui succède.
Le château de Belsay est un bâtiment classé Grade 1 qui est sous la garde d'English Heritage depuis les années 1980.